# IRGA Lupercio Torres S.A.
A IRGA Lupércio Torres é uma empresa brasileira do setor de transportes de cargas superdimensionadas como turbinas de hidrelétricas, caldeiras, transformadores, torres de destilação atmosférica e peças de navios. 

## História
A empresa iniciou suas atividades em 1938,  quando Lupércio Torres adquiriu um caminhão para a realização de pequenas mudanças e cargas fracionadas entre a capital de São Paulo e São José do Rio Pardo no interior do estado. Mais tarde a São José foi transformada em Lupércio Torres. Em 1975, a Lupércio Torres adquiriu dois cavalos mecânicos Kenworth de 475 hp e capazes de tracionar reboques de até 40 eixos e 300 toneladas de carga,  e duas carretas tipo linha de eixo das fabricantes Nicolas Industrie e Biselli, em um investimento total de 5 milhões de cruzeiros. Esses equipamentos foram empregados mais tarde no transporte de equipamentos para as obras das Usina Hidrelétrica de Itaipu, das instalações da Companhia Química de Alagoas e o transporte de equipamentos da Nuclebrás Equipamentos Pesados.
Em 1980, a Lupércio Torres virou IRGA Lupércio Torres e passou também a fabricar equipamentos industriais para movimentação de cargas como empilhadeiras, pórticos, pequenos guindastes, entre outros.
Frota de caminhões
A empresa é conhecida por possuir uma frota de caminhões projetados especialmente para o transporte de cargas superdimensionadas. 
| Fabricante | Modelo  | Potência | Tração |
| ---------- | ------- | -------- | ------ |
| Volvo      | FH12    | 380 Hp   | 4x2    |
| Volvo      | FH16    | 520 hp   | 8x4    |
| Oshkosh    | J 30120 | 900 hp   | 6x6    |
| Kenworth   | 850     | 800 hp   | 6x4    |
| Pacific    | P12 W3  | 900 hp   | 6x4    |
| Euclid     | R45     | 900 hp   | 6x4    |